# Oliver Krause
Oliver Krause (* 5. Juni 1976 in Halle (Saale)) ist ein deutscher Basketballschiedsrichter.

## Leben
Krause studierte nach dem Schulbesuch in seiner Heimatstadt Halle Rechtswissenschaft und legte während seines Studiums einen einjährigen Aufenthalt an der Università degli studi di Siena in Italien ein. Im September 2004 erhielt er die Zulassung als Rechtsanwalt. Im September 2007 wurde ihm die Bezeichnung Fachanwalt für Medizin- und im Januar 2009 für Steuerrecht verliehen.
Als Basketball-Schiedsrichter wurde Krause von Siegfried Käsebier gefördert,  begonnen hatte er seine Laufbahn als Unparteiischer im Alter von 15 Jahren. Er wurde Schiedsrichter in der Basketball-Bundesliga und ab 2004 auch für den Weltverband FIBA. Die FIBA setzte ihn unter anderem bei Europameisterschaftsspielen sowie im Europapokal ein. Zwischen Juni 2000 und Februar 2007 hatte Krause beim Basketball-Verband Sachsen-Anhalt das Amt des Schiedsrichterwarts inne.